# Nuncia constantia
Nuncia constantia is een hooiwagen uit de familie Triaenonychidae.